# Guarea gomma
Guarea gomma là một loài thực vật có hoa trong họ Meliaceae. Loài này được Pulle mô tả khoa học đầu tiên năm 1909.